# Assassinato de Laurie Show
O assassinato de Laurie Show ocorreu em 20 de dezembro de 1991 nos Estados Unidos. Laurie tinha 16 anos e era uma estudante do segundo ano do ensino médio na escola Conestoga Valley High School. Seu corpo foi descoberto dentro de sua casa na região de Lancaster, na Pensilvânia,  por sua mãe, Hazel Show, com a garganta cortada. Seus colegas de classe Lisa Michelle Lambert, Tabitha Buck e Lawrence "Butch" Yunkin foram denunciados pelo seu assassinato.

## Crime de Stalking e assassinato
Lisa Michelle, inicialmente, começou  a implicar com Laurie em 1991, depois de saber que Laurie tinha tido um breve relacionamento amoroso com Lawrence durante o verão. Laurie e Lawrence tinham tido um relacionamento, mas, supostamente, não estavam mais namorando durante a época em que Lawrence estava saindo com Laurie. Laurie e Lawrence tiveram poucos encontros, até que Laurie contou a sua mãe que Lawrence a estuprou. Após um curto espaço de tempo do seu último encontro com Laurie, Lawrence retomou o seu relacionamento com Lisa, que estava grávida. Lisa tinha um "ciúme obsessivo" de Laurie, procedendo em perturba-la de várias maneiras, como aparecer no trabalho de Laurie e agredi-la verbalmente. Testemunhas relatam que Lisa expressou a intenção de "assustar Laurie, machucá-la e cortar a sua garganta".
Em 20 de dezembro de 1991, o corpo de Laurie Show foi descoberto dentro de sua casa por sua mãe, com ferimentos fatais. A polícia relatou que Laurie sofreu "um corte na garganta de cinco polegadas (equivalente a 12 centímetros), uma facada que perfurou um dos pulmões, outra que raspou em sua espinha e ferimentos em sua cabeça, além de vários enquanto tentava se defender". A autópsia mostrou que a artéria carótida primitiva esquerda de Laurie havia sido cortada. A mãe dela, Hazel Show, não estava em casa na hora do ataque, tendo sido enganada pelos assassinos, que a levaram a ir até a escola para falar com o conselheiro de orientação escolar. A mãe de Laurie contou a polícia que a sua filha disse que Lisa era a assassina, dizendo "foi a Michelle", e logo após sangrou até a morte.
A polícia prendeu Lisa Michelle, Lawrence e uma amiga de Lisa, Tabitha Buck, em uma pista de boliche local, mais tarde naquele dia, pelo assassinato de Laurie. Considerações iniciais dos três afirmavam que Lawrence havia deixado Lisa e Tabitha na casa de Laurie, onde as duas garotas a mataram. Lawrence afirmou quem não havia participado do assassinato e que ele acreditava que Lisa e Tabitha planejavam apenas uma pegadinha onde iriam cortar o cabelo de Laurie com uma faca, e que por isto ele as havia ajudado com um álibi, bem como a se livrar das evidencias. Mais tarde Lisa Michelle e Tabitha voltaram atrás em suas alegações iniciais, com Lisa afirmando que Lawrece era abusivo e a encorajou a fazer bullying e agredir Laurie.

## Julgamentos de 1992
Lisa, Lawrence e Thabita foram processados pelo assassinato de Laurie Show. Lawrence aceitou testemunhar contra Lisa, afirmando que ela e Thabita haviam cortado a garganta de Laurie após perfurar um de seus pulmões. As calças de moletom que Lisa estava usando durante o crime foram catalogadas como evidência pela acusação, pois o sangue de Laurie havia sido encontrado na roupa. Outra evidência foi uma carta de Lisa para Thabita, em que ela escreve: "Ee sei que eu não sou um anjo, mas quanto a Lawrence, eu nunca me aborreci o suficiente para matá-lo."

### Sentença
Lisa foi condenada em 20 de julho de 1992 por assassinato de primeiro grau e conspiração pela morte de Laurie. Thabita foi condenada por acusações semelhantes e ambas foram sentenciadas a prisão perpétua sem liberdade condicional.
Lisa foi inicialmente encarcerada na prisão Cambridge Springs State Correctional Institution, enquanto Thabita foi mandada para Muncy State Correctional Institution.
Lawrence recebeu uma pena reduzida pelo seu testemunho e foi agraciado com liberdade condicional em 2003.

## Novo julgamento de 1997
Lisa Michelle entrou com um recurso em 1992 e em 1997 impetrou um habeas corpus ao Tribunal Federal. O Juiz Distrital Stewart Dalzell presidiu o julgamento. Os advogados de Lisa afirmaram haver várias inconsistências nas evidências e testemunhos dados no início do julgamento e que Lisa era inocente. Lisa afirmou que ela foi acusada falsamente pela polícia de Lancaster para evitar que ela os acusasse de terem a estuprado coletivamente.
Evidências apresentadas no novo julgamento incluíam as calças de moletom do processo de 1992, bem como as cartas trocadas entre Lawrence e Lisa. O Juiz Stewart anulou a condenação por assassinato em 15 de abril de 1997, citando que a "má conduta processual" resultou em um julgamento incorreto. O Juiz Stewart também impediu que o Estado da Pensilvânia realizasse um novo julgamento contra Lisa. A decisão de Stewart foi, mais tarde, suspensa em janeiro de 1998 pela Corte Federal, que julgou que "Lisa ainda não esgotou suas possibilidades recursais no tribunal estadual", de forma que Lisa foi levada de volta à prisão.

## Julgamento de 1998
Depois da decisão do Juiz Stewart ter sido suspensa, a Corte Federal discutiu sobre a possibilidade de manter Lisa na prisão ou manter a decisão de Stewart. Lisa interpôs um recurso, objetivando uma audiência para discutir sobre uma segunda anulação do veredito, que foi negada. Em fevereiro de 1998, a Suprema Corte da Pensilvânia devolveu o processo ao Tribunal do Condado de Lancaster, suscitando que Lisa "deve, primeiro, apresentar as suas alegações ali". O terceiro julgamento aconteceu em maio de 1998, com a corte do tribunal Recursal Federal libertando Lisa temporariamente por acreditarem que ela ganharia o caso. O juiz Lawrence F. Stengel presidiu o julgamento. Várias testemunhas foram chamadas para testemunhar contra Lisa, inclusive o delegado que supervisionou o assassinato, bem como os comparsas de Lisa, Thabita e Lawrence. O depoimento do detetive negou as alegações de que as provas teriam sido adulteradas.
Lisa, agora, testemunhava que Lawrence participou do assassinato, enforcando Laurie. Ela também alegou que ela tentou defender Laurie dos outros dois assassinos, Thabita e Lawrence, e que ela tentou retirar a vítima de dentro de sua casa. As evidências do rejulgamento de 1997 foram novamente apresentadas. Os advogados de defesa alegaram que Lisa não participou do ato e que ela foi retirada da sala onde aconteceu o crime por Thabita e que ela obedeceu as ordens de Lawrence sem questionar devido a chamada "síndrome da mulher espancada". Um antigo namorado de Lisa confirmou que ele presenciou uma vez Lawrence puxar Lisa para dentro de um quarto e que ele começou a gritar com ela. Esse ex-namorado também testemunhou que ele viu um policial, cuja aparência coincidia com a descrição que Lisa deu dos seus alegados estupradores, a olhar com um "olhar ameaçador" em um festival local.
Os advogados de Lambert apresentaram cartas trocadas entre Lisa e Lawrence que eles alegavam provar que Lisa não estava envolvida no assassinato e que Lawrence havia pedido que ela mentisse por ele.  Eles também questionaram se Laurie teria sido capaz de falar ou não com a sua mãe antes de sua morte, já que a sua garganta havia sido cortada, e alegaram que Show havia escrito as iniciais de seus assassinos, Thabita e Lawrence.
Thabita negou tais afirmações, testemunhando que Lisa participou ativamente do assassinato e que Lisa a instruiu a "prender o cabelo e não usar maquiagem ou esmalte". Lawrence foi, mais tarde, trazido para depor, tendo sido apresentadas as calças de moletom que supostamente seriam dele. Lawrence foi instruído a segurar as calças de moletom contra o seu corpo, demonstrando-se que estas eram pequenas demais para ele, bem como que eram feitas de um tecido diferente da calça apresentada como evidência no julgamento de 1992. Um parente de Lawrence apresentou um poema escrito por Lisa na cadeia que descrevia o assassinato. Os peritos criminais também testemunharam que não haviam evidencias de que Laurie teria escrito quaisquer iniciais no seu sangue e que as evidencias encontradas na cena do crime não corroboravam a história apresentada por Lisa.
Em agosto de 1998, o juiz Stengel anunciou a sua sentença, estatuindo que iria manter a condenação de Lisa, e que, segundo ele, "mesmo que ele acreditasse na história dela, ela ainda seria culpada por assassinato em primeiro grau como cúmplice". A juíza federal Anita Brody mais tarde confirmou este veredicto. Lisa tentou recorrer da decisão de 1998 em 2003 para levar o caso à Suprema Corte dos Estados Unidos, mas o recurso foi rejeitado duas vezes. Ela esgotou todas as possibilidades recursais em 2005.

## Repercussões

### Ativismo anti-stalking
Depois da morte da sua filha em 1991, Hazel Show começou a fazer campanha por leis anti-stalking mais rígidas na Pensilvânia. O assassinato de Laurie ajudou a impulsionar muitas legislações anti-stalking, com novas leis promulgadas em junho de 1993.

### As alegações de estupro de 1996
Em 2007, Lisa propôs uma ação na justiça para processar a instituição prisional por alegações de que ela fora estuprada e abusada por um funcionário do presídio estadual em 1996. Os advogados de Lisa arguiram que a instituição nada fez para parar os abusos e que a condenação de Lisa a impediria de ter um julgamento justo. Lisa recebeu $35,000 (o equivalente a mais de 1,7 milhão de reais) de indenização e o carcereiro acusado de abusar dela foi sentenciado a uma pena de um ano e meio a três anos.

### Nova sentença
Em 22 novembro de 1997, Thabita Buck obteve uma nova sentença, alterando a pena de prisão perpétua para uma de 28 anos de pena devido a um julgamento na Suprema Corte, que baniu penas perpétuas para menores de idade. Thabita recebeu livramento condicional em 21 de dezembro de 2019.

## Mídia
Um especial de uma hora do programa de TV 20/20 foi ao ar em fevereiro de 1999, com a participação de diversos colegas de classe das meninas, que afirmaram que Lisa fazia diversas ameaças de morte à Laurie, bem como na apresentação de evidências de que um dos policiais que supostamente teria estuprado Lisa estava viajando em sua lua de mel durante a data do alegado estupro. O assassinato também foi abordado na oitava temporada de American Justice, com o título de "A Teenage Murder Mystery" (tradução não oficial: "O mistério da adolescente assassinada").
Em 2000, a história do assassinato foi adaptado em um filme para a televisão intitulado The Stalking of Laurie Show. O filme foi dirigido por Norma Bailey, com a atuação principal de Jennifer Finnigan como Laurie Show. As avaliações da crítica tacharam o filme como péssimo, e um jornalista alegou que a representação cinematográfica tanto de Laurie quanto the Lisa Michelle sofreram distorções da história original.
Em 2001, o escritor e jornalista Lyn Riddle escreveu o livro "Overkill", sobre o assassinato de Laurie e julgamento de Lisa e seus comparsas.